# 朝鮮海峡海戦
朝鮮海峡海戦（ちょうせんかいきょうかいせん）とは、朝鮮戦争中の1950年6月25日から26日にかけて発生した小規模な海戦である。およそ600人の兵士を積載した朝鮮民主主義人民共和国（北朝鮮）の兵員輸送船が釜山付近での揚陸を試みたが、哨戒航行中だった大韓民国（韓国）側の駆潜艇により発見・撃沈された。これは朝鮮戦争において最初に展開された水上戦であり、韓国側にとっては重要な勝利となった。韓国での呼称は大韓海峡海戦（だいかんかいきょうかいせん、대한해협 해전）。
しかし、韓国側が攻撃したのはソヴィエト連邦の艦船だったとの指摘があり、ロシアではウラジオストクから旅順へ向かっていたソ連海軍のケーブル敷設艦が攻撃を受け、ケーブル敷設艦の乗員に死傷者が出たもののウラジオストクに引き返したと主張している（後述）。

## 戦闘

### 韓国側が主張する戦闘経過
1950年6月25日、朝鮮戦争は北朝鮮による大規模な韓国侵攻によって幕を開けた。初期の侵攻作戦において、朝鮮人民軍海軍（北朝鮮海軍）は半島南西部沿岸に対する兵員輸送に従事していた。これに参加したあるアメリカ製1000トン級汽船は機関銃で武装しており、第766独立歩兵連隊の隊員600名が乗り込んでいた。
25日早朝、韓国海軍所属の駆潜艇「白頭山」が釜山から18マイルの地点で単独航行中の敵汽船を発見した。「白頭山」は韓国海軍が初めて保有した戦闘艇である。元々はアメリカ海軍がPC-823として1944年に建造したPC-461級駆潜艇の1隻で、第二次世界大戦後はアメリカ商船大学の練習船「エンシン・ホワイトヘッド」（Ensign Whitehead）として運用され、1949年に韓国海軍へと売却されたのである。
「白頭山」はまず信号灯を用いてコンタクトを試みたが、汽船からの応答はなかった。次に探照灯を点灯した時、汽船から「白頭山」の船橋に対し銃撃が行われた。これにより操舵手が戦死し、当直士官（OOD）が重傷を負った。「白頭山」は3インチ高射砲と6門の.50口径機関銃で応戦した。
被弾した汽船は逃亡を試みたが、「白頭山」による迫撃の末、対馬沖で沈没した。当時、釜山は重要な拠点と見なされつつも十分な防備が整えられておらず、仮にこの汽船を逃し上陸を許していれば、釜山が陥落する可能性もあった。偶発的かつ小規模な戦闘ではあったが、この海戦により韓国側は期せずして大きな戦略上の利益を得ることとなった。

### ロシア側が主張する戦闘経過
1950年6月23日夜にウラジオストクを出港したソ連海軍太平洋艦隊のケーブル敷設艦「プラストゥーン（Пластун）」（1306t。45mm砲2門と7.62mm機銃3丁で武装）は、航海中の25日未明に朝鮮戦争が勃発したものの、中立水域を航行しながら乗員乗客32名を乗せて旅順へと向かっていた。
25日21時30分ごろ、朝鮮海峡を航行していた「プラストゥーン」に朝鮮半島沿岸から正体不明の船舶が接近し、信号灯を用いて停船を要求した。その後3隻の掃海艇が「プラストゥーン」の船尾に接近してきたが、海岸から12.5マイル沖合を航行していた「プラストゥーン」は停船要求に従わず航海を続けた。
翌26日0時15分ごろ、1隻の船舶が「プラストゥーン」の左舷から接近し、無警告で3発砲撃した（命中せず）。これを受けて「プラストゥーン」艦長は航海を継続しつつ、「プラストゥーン」がソ連所属の艦船であり、船内に乗客がいることを信号灯で相手方に伝えた。直後、「白頭山」（当時ソ連側では艦名を特定できず、のちに判明）が速度を上げながら接近して近距離から砲撃を開始し、別の2隻からも大口径機関砲による射撃が行われた。「プラストゥーン」からの反撃は行われなかった。1時15分、砲弾1発が「プラストゥーン」の艦橋に命中し、艦長が致命傷を負い複数の負傷者が出た。指揮を引き継いだ艦長代理は反撃を命じ、12発の砲撃を行い「白頭山」に命中した。1時20分、韓国艦船が攻撃をやめ帰投を開始したが、3隻の名称の特定はできなかった。
この戦闘により「プラストゥーン」では、艦長を含む3人が死亡、9 - 11人が負傷（うち4人が重傷）する事態となった。
「プラストゥーン」が一連の事態を司令部に報告したところ、ウラジオストクへの帰投命令が下ったためUターンし、28日にウラジオストクへ入港した。帰投に際してはウラジオストクから複数の駆逐艦が出動し「プラストゥーン」の護衛にあたった。
犠牲者はウラジオストクの海軍墓地に埋葬され、慰霊碑が建立された。関係者の叙勲申請に関しては海軍大臣まで上申されたものの却下され、最終的に叙勲の権限を有するソ連最高会議にかけられることはなかった。
ソ連は当時、一連の経緯を公表しなかった。なお建立された慰霊碑から、ソ連は「プラストゥーン」への攻撃を「アメリカによる海賊行為」とみなしていたことが分かっている。